# IndyCar Series 2024
La NTT IndyCar Series 2024 è stata la 29ª stagione della IndyCar Series e la 103ª stagione ufficiale del Campionato americano auto da corsa.

## Calendario
Il 25 settembre del 2023 viene annunciato il calendario per la stagione 2024.
| Rd. | Data         | Gara                                     | Circuito                                 | Città                     |
| --- | ------------ | ---------------------------------------- | ---------------------------------------- | ------------------------- |
| 1   | 10 marzo     | Firestone Grand Prix of Saint Petersburg | C Circuito cittadino di Saint Petersburg | Saint Petersburg, Florida |
| NC  | 24 marzo     | The Thermal Club $1 Million Challenge    | R The Thermal Club                       | Thermal, California       |
| 2   | 21 aprile    | Acura Grand Prix of Long Beach           | C Circuito di Long Beach                 | Long Beach, California    |
| 3   | 28 aprile    | Children's of Alabama Indy Grand Prix    | R Barber Motorsports Park                | Birmingham, Alabama       |
| 4   | 11 maggio    | Sonsio Grand Prix                        | R Indianapolis Motor Speedway            | Speedway, Indiana         |
| 5   | 26 maggio    | 108ª 500 Miglia di Indianapolis          | O Indianapolis Motor Speedway            | Speedway, Indiana         |
| 6   | 2 giugno     | Chevrolet Detroit Grand Prix             | C Circuito di Detroit                    | Detroit, Michigan         |
| 7   | 9 giugno     | XPEL Grand Prix at Road America          | R Road America                           | Elkhart Lake, Wisconsin   |
| 8   | 23 giugno    | Firestone Grand Prix of Monterey         | R Circuito di Laguna Seca                | Monterey, California      |
| 9   | 7 luglio     | Honda Indy 200 at Mid-Ohio               | R Circuito di Mid-Ohio                   | Lexington, Ohio           |
| 10  | 13 luglio    | Hy-Vee IndyCar Race Weekend Race 1       | O Iowa Speedway                          | Newton, Iowa              |
| 11  | 14 luglio    | Hy-Vee IndyCar Race Weekend Race 2       | O Iowa Speedway                          | Newton, Iowa              |
| 12  | 21 luglio    | Honda Indy Toronto                       | C Exhibition Place                       | Toronto, Ontario          |
| 13  | 17 agosto    | Bommarito Automotive Group 500           | O World Wide Technology Raceway          | Madison, Illinois         |
| 14  | 25 agosto    | BitNile.com Grand Prix of Portland       | R Portland International Raceway         | Portland, Oregon          |
| 15  | 31 agosto    | Hy-Vee Milwaukee Mile 250 Race 1         | O Milwaukee Mile                         | West Allis, Wisconsin     |
| 16  | 1º settembre | Hy-Vee Milwaukee Mile 250 Race 2         | O Milwaukee Mile                         | West Allis, Wisconsin     |
| 17  | 15 settembre | Big Machine Music City Grand Prix        | O Nashville Superspeedway                | Gladeville, Tennessee     |

 O  Ovale corto/Superspeedway
 R  Circuito stradale
 C  Circuito cittadino
NC Gara non valida per il campionato

## Piloti e team
Tutti i team utilizzano il telaio Dallara IR18 e pneumatici Firestone.
| Team                                               | Motore    | Nº | Piloti                | Gara/e              |
| -------------------------------------------------- | --------- | -- | --------------------- | ------------------- |
| Andretti Global con Curb-Agajanian                 | Honda     | 26 | Colton Herta          | Tutte               |
| Andretti Global                                    | Honda     | 27 | Kyle Kirkwood         | Tutte               |
| Andretti Global                                    | Honda     | 28 | Marcus Ericsson       | Tutte               |
| Andretti Herta con Marco Andretti e Curb-Agajanian | Honda     | 98 | Marco Andretti        | 5                   |
| Chip Ganassi Racing                                | Honda     | 4  | Kyffin Simpson R      | Tutte               |
| Chip Ganassi Racing                                | Honda     | 8  | Linus Lundqvist R     | Tutte               |
| Chip Ganassi Racing                                | Honda     | 9  | Scott Dixon           | Tutte               |
| Chip Ganassi Racing                                | Honda     | 10 | Álex Palou            | Tutte               |
| Chip Ganassi Racing                                | Honda     | 11 | Marcus Armstrong      | Tutte               |
| Dale Coyne Racing                                  | Honda     | 18 | Jack Harvey           | 1–4, 6–11, 13–17    |
| Dale Coyne Racing                                  | Honda     | 18 | Nolan Siegel R        | 5                   |
| Dale Coyne Racing                                  | Honda     | 18 | Conor Daly            | 11                  |
| Dale Coyne Racing                                  | Honda     | 18 | Hunter McElrea R      | 12                  |
| Dale Coyne Racing con Rick Ware Racing             | Honda     | 51 | Colin Braun R         | 1                   |
| Dale Coyne Racing con Rick Ware Racing             | Honda     | 51 | Nolan Siegel R        | 2                   |
| Dale Coyne Racing con Rick Ware Racing             | Honda     | 51 | Luca Ghiotto R        | 3–4, 7-8            |
| Dale Coyne Racing con Rick Ware Racing             | Honda     | 51 | Katherine Legge       | 5, 10–11, 13        |
| Dale Coyne Racing con Rick Ware Racing             | Honda     | 51 | Tristan Vautier       | 6                   |
| Dale Coyne Racing con Rick Ware Racing             | Honda     | 51 | Toby Sowery R         | 9, 12               |
| Meyer Shank Racing con Curb-Agajanian              | Honda     | 06 | Hélio Castroneves     | 5                   |
| Meyer Shank Racing                                 | Honda     | 60 | Felix Rosenqvist      | Tutte               |
| Meyer Shank Racing                                 | Honda     | 66 | Tom Blomqvist R       | 1-5                 |
| Meyer Shank Racing                                 | Honda     | 66 | Hélio Castroneves     | 6-7                 |
| Meyer Shank Racing                                 | Honda     | 66 | David Malukas         | 8-17                |
| Rahal Letterman Lanigan Racing                     | Honda     | 15 | Graham Rahal          | Tutte               |
| Rahal Letterman Lanigan Racing                     | Honda     | 30 | Pietro Fittipaldi     | Tutte               |
| Rahal Letterman Lanigan Racing                     | Honda     | 45 | Christian Lundgaard   | Tutte               |
| Rahal Letterman Lanigan Racing                     | Honda     | 75 | Takuma Satō           | 5                   |
| Rahal Letterman Lanigan Racing                     | Honda     | 75 | Jüri Vips R           | 14                  |
| A. J. Foyt Racing                                  | Chevrolet | 14 | Santino Ferrucci      | Tutte               |
| A. J. Foyt Racing                                  | Chevrolet | 41 | Sting Ray Robb        | Tutte               |
| Arrow McLaren                                      | Chevrolet | 5  | Pato O'Ward           | Tutte               |
| Arrow McLaren                                      | Chevrolet | 6  | Callum Ilott          | 1, NC, 5            |
| Arrow McLaren                                      | Chevrolet | 6  | Théo Pourchaire R     | 2–4, 6–7            |
| Arrow McLaren                                      | Chevrolet | 6  | Nolan Siegel R        | 8-17                |
| Arrow McLaren                                      | Chevrolet | 7  | Alexander Rossi       | 1-11, 13-17         |
| Arrow McLaren                                      | Chevrolet | 7  | Théo Pourchaire R     | 12                  |
| Arrow McLaren/Rick Hendrick                        | Chevrolet | 17 | Kyle Larson R         | 5                   |
| Dreyer & Reinbold Racing / Cusick Motorsports      | Chevrolet | 23 | Ryan Hunter-Reay      | 5                   |
| Dreyer & Reinbold Racing / Cusick Motorsports      | Chevrolet | 24 | Conor Daly            | 5                   |
| Ed Carpenter Racing                                | Chevrolet | 33 | Christian Rasmussen R | 5                   |
| Ed Carpenter Racing                                | Chevrolet | 20 | Christian Rasmussen R | 1–4, 6–9, 12, 14-17 |
| Ed Carpenter Racing                                | Chevrolet | 20 | Ed Carpenter          | 5, 10–11, 13,       |
| Ed Carpenter Racing                                | Chevrolet | 21 | Rinus VeeKay          | Tutte               |
| Juncos Hollinger Racing                            | Chevrolet | 77 | Romain Grosjean       | Tutte               |
| Juncos Hollinger Racing                            | Chevrolet | 78 | Agustín Canapino      | 1-6, 8-12           |
| Juncos Hollinger Racing                            | Chevrolet | 78 | Conor Daly            | 13-17               |
| Juncos Hollinger Racing                            | Chevrolet | 78 | Nolan Siegel R        | 7                   |
| Team Penske                                        | Chevrolet | 2  | Josef Newgarden       | Tutte               |
| Team Penske                                        | Chevrolet | 3  | Scott McLaughlin      | Tutte               |
| Team Penske                                        | Chevrolet | 12 | Will Power            | Tutte               |

 R  In competizione per il premio del miglior debuttante dell'anno (Rookie of the Year).
David Malukas nel settembre del 2023 viene scelto dalla Arrow McLaren per la stagione 2024, ma per colpa di un incidente in bicicletta poco prima dell'inizio della stagione non prende parte alle prime quattro corse. Ad aprile il team decide di risolvere l'accordo con il pilota viste le tempistiche ancora incerte sul rientro.

## Risultati stagione
| Round | Gara             | Pole position    | Giro più veloce     | Più giri condotti | Vincitore        | Vincitore                          | Vincitore | Note          |
| Round | Gara             | Pole position    | Giro più veloce     | Più giri condotti | Pilota           | Squadra                            | Motore    | Note          |
| ----- | ---------------- | ---------------- | ------------------- | ----------------- | ---------------- | ---------------------------------- | --------- | ------------- |
| 1     | Saint Petersburg | Josef Newgarden  | Kyffin Simpson      | N.D.              | Pato O'Ward      | Arrow McLaren                      | Chevrolet | [ 37 ] [ 38 ] |
| NC    | Thermal Club     | Álex Palou       | Álex Palou          | Álex Palou        | Álex Palou       | Chip Ganassi Racing                | Honda     | [ 39 ]        |
| 2     | Long Beach       | Felix Rosenqvist | Marcus Ericsson     | Scott Dixon       | Scott Dixon      | Chip Ganassi Racing                | Honda     | [ 40 ]        |
| 3     | Birmingham       | Scott McLaughlin | Scott McLaughlin    | Scott McLaughlin  | Scott McLaughlin | Team Penske                        | Chevrolet | [ 41 ]        |
| 4     | Sonsio           | Álex Palou       | Álex Palou          | Álex Palou        | Álex Palou       | Chip Ganassi Racing                | Honda     |               |
| 5     | Indianapolis 500 | Scott McLaughlin | Christian Lundgaard | Scott McLaughlin  | Josef Newgarden  | Team Penske                        | Chevrolet | [ 42 ]        |
| 6     | Detroit          | Colton Herta     | Colton Herta        | Scott Dixon       | Scott Dixon      | Chip Ganassi Racing                | Honda     |               |
| 7     | Road America     | Linus Lundqvist  | Scott Dixon         | Scott McLaughlin  | Will Power       | Team Penske                        | Chevrolet | [ 43 ]        |
| 8     | Laguna Seca      | Álex Palou       | Marcus Ericsson     | Álex Palou        | Álex Palou       | Chip Ganassi Racing                | Honda     | [ 44 ]        |
| 9     | Mid-Ohio         | Álex Palou       | Josef Newgarden     | Álex Palou        | Pato O'Ward      | Arrow McLaren                      | Chevrolet | [ 45 ]        |
| 10    | Iowa 1           | Colton Herta     | Josef Newgarden     | Scott McLaughlin  | Scott McLaughlin | Team Penske                        | Chevrolet | [ 46 ]        |
| 11    | Iowa 2           | Scott McLaughlin | Josef Newgarden     | Álex Palou        | Will Power       | Team Penske                        | Chevrolet | [ 47 ]        |
| 12    | Exhibition Place | Colton Herta     | Scott Dixon         | Colton Herta      | Colton Herta     | Andretti Global con Curb-Agajanian | Honda     | [ 48 ]        |
| 13    | Gateway          | Scott McLaughlin | Josef Newgarden     | Will Power        | Josef Newgarden  | Team Penske                        | Chevrolet | [ 49 ]        |
| 14    | Portland         | Santino Ferrucci | David Malukas       | Will Power        | Will Power       | Team Penske                        | Chevrolet | [ 50 ]        |
| 15    | Milwaukee 1      | Scott McLaughlin | Scott McLaughlin    | Pato O'Ward       | Pato O'Ward      | Arrow McLaren                      | Chevrolet | [ 51 ]        |
| 16    | Milwaukee 2      | Josef Newgarden  | Scott Dixon         | Scott McLaughlin  | Scott McLaughlin | Team Penske                        | Chevrolet | [ 52 ]        |
| 17    | Nashville        | Kyle Kirkwood    | Pato O'Ward         | Kyle Kirkwood     | Colton Herta     | Andretti Global con Curb-Agajanian | Honda     | [ 53 ]        |

## Classifiche

### Assegnazione punti
| Risultato | 1º | 2º | 3º | 4º | 5º | 6º | 7º | 8º | 9º | 10º | 11º | 12º | 13º | 14º | 15º | 16º | 17º | 18º | 19º | 20º | 21º | 22º | 23º | 24º | 25º+ | Pole | GT | MGT |
| Punti     | 50 | 40 | 35 | 32 | 30 | 28 | 26 | 24 | 22 | 20  | 19  | 18  | 17  | 16  | 15  | 14  | 13  | 12  | 11  | 10  | 9   | 8   | 7   | 6   | 5    | 1    | 1  | 2   |

I punti sono assegnati a tutti i piloti in gara, il 1º prende 50 punti mentre il 25º ne prende 5; ci sono delle eccezioni nel sistema di punteggio:
- Rispetto alle precedenti stagioni, non saranno più assegnati punti doppi alla 500 Miglia di Indianapolis.
- Una sostituzione del motore comporterà la perdita di 10 punti nella classifica piloti e nella classifica costruttori.
- Per le qualifiche della 500 Miglia di Indianapolis verranno assegnati punti per la classifica costruttori e per la classifica piloti in base ai risultati delle qualifiche finali come segue: Il costruttore e il pilota più veloce in qualifica (pole sitter) riceverà 12 punti, il secondo più veloce riceverà 11 punti e i punti assegnati diminuiranno di un punto fino al dodicesimo più veloce (1 punto).

### Classifica Piloti
| Pos | Pilota                | STP | LBH | ALA | IGP | INDY | DET | ROA | LAG | MDO | IOW | IOW | TOR | GAT  | POR | MIL | MIL | NSH | Punti |
| --- | --------------------- | --- | --- | --- | --- | ---- | --- | --- | --- | --- | --- | --- | --- | ---- | --- | --- | --- | --- | ----- |
| 1   | Álex Palou            | 4   | 3   | 5L  | 1L* | 5L   | 16L | 4L  | 1L* | 2L* | 23  | 2L* | 4   | 4    | 2L  | 5   | 19  | 11  | 544   |
| 2   | Colton Herta          | 3L  | 2L  | 8   | 7   | 23   | 19L | 6L  | 2L  | 4   | 11L | 5   | 1L* | 5    | 4L  | 22L | 3L  | 1L  | 513   |
| 3   | Scott McLaughlin      | 27  | 26  | 1L* | 6L  | 61L* | 20  | 3L* | 21  | 3L  | 1L* | 3L  | 16  | 2L   | 7   | 8L  | 1L* | 5   | 505   |
| 4   | Will Power            | 2   | 6L  | 2L  | 2   | 242  | 6   | 1L  | 7   | 11  | 18  | 1L  | 12  | 18L* | 1L* | 2L  | 10L | 24  | 498   |
| 5   | Pato O'Ward           | 1   | 16  | 23  | 13  | 28L  | 7   | 8   | 8   | 1L  | 2   | 6   | 17  | 26   | 15  | 1L* | 24  | 2L  | 460   |
| 6   | Scott Dixon           | 7   | 1L* | 15  | 4L  | 3L   | 1L* | 21  | 6   | 27  | 4   | 4   | 3L  | 11L  | 28  | 10  | 2   | 17  | 456   |
| 7   | Kyle Kirkwood         | 10  | 7L  | 10  | 11  | 711L | 4L  | 5L  | 5L  | 8   | 7   | 16  | 2   | 22   | 10  | 12  | 8   | 4L* | 420   |
| 8   | Josef Newgarden       | 26  | 4L  | 16  | 17  | 13L  | 26L | 2L  | 19L | 25  | 3   | 7   | 11  | 1L   | 3L  | 27  | 27L | 3L  | 401   |
| 9   | Santino Ferrucci      | 9   | 21  | 7L  | 27  | 86L  | 9   | 15  | 9   | 10  | 6   | 11  | 20  | 12   | 8   | 4   | 4L  | 6   | 367   |
| 10  | Alexander Rossi       | 6   | 10  | 25  | 8L  | 44L  | 5   | 18  | 3L  | 6   | 8   | 15  | Wth | 19L  | 12  | 7   | 6L  | 15L | 366   |
| 11  | Christian Lundgaard   | 18L | 23  | 6   | 3L  | 13L  | 11L | 11  | 15  | 7   | 22  | 17  | 7   | 15   | 13  | 9   | 12  | 19  | 312   |
| 12  | Felix Rosenqvist      | 5   | 9L  | 4L  | 10  | 279  | 8   | 14L | 11  | 14  | 13  | 26  | 23  | 6    | 14  | 13  | 11  | 27  | 306   |
| 13  | Rinus VeeKay          | 8   | 14  | 17  | 26  | 97L  | 14  | 24  | 26  | 19  | 5   | 9   | 8   | 10   | 11  | 14  | 7   | 12  | 300   |
| 14  | Marcus Armstrong      | 25  | 12  | 9   | 5L  | 30   | 3   | 26  | 22  | 17  | 10  | 19  | 5   | 8    | 5L  | 21  | 26  | 7   | 298   |
| 15  | Marcus Ericsson       | 23  | 5   | 18  | 16  | 33   | 2   | 9   | 10  | 5   | 9   | 23  | 18L | 24L  | 6   | 26  | 5   | 25  | 297   |
| 16  | Linus Lundqvist RY    | 21  | 13  | 3L  | 24  | 28   | 22  | 12  | 17  | 15  | 21  | 12L | 13  | 3L   | 23  | 6L  | 20  | 8   | 279   |
| 17  | Romain Grosjean       | 22  | 8   | 12  | 12  | 19   | 23  | 7   | 4   | 23  | 24  | 10  | 9   | 16   | 27  | 24  | 9   | 16  | 260   |
| 18  | Graham Rahal          | 14  | 17  | 11  | 9L  | 15   | 15  | 10  | 24  | 18  | 16  | 8   | 10  | 23L  | 9   | 20  | 23  | 23  | 251   |
| 19  | Pietro Fittipaldi     | 13  | 24  | 27  | 14L | 32   | 13  | 16  | 14  | 24  | 19  | 20  | 19  | 14   | 25  | 18  | 21  | 21  | 186   |
| 20  | Sting Ray Robb        | 24  | 18  | 26  | 22  | 16L  | 21  | 17  | 20  | 16  | 15  | 21  | 25  | 9L   | 18  | 23  | 18  | 20  | 185   |
| 21  | Kyffin Simpson R      | 12  | 19  | 14  | 15  | 21L  | 24  | 27  | 23  | 21  | 14  | 18  | 22  | 25   | 16  | 25  | 13  | 22  | 182   |
| 22  | Christian Rasmussen R | 19  | 27  | 24  | 20  | 12   | 27  | 20  | 13  | 9   |     |     | 27  |      | 26  | 11  | 16  | 14  | 163   |
| 23  | Nolan Siegel R        |     | 20  |     |     | NQ   |     | 23  | 12  | 20  | 12  | 14  | 21  | 7L   | 21  | 17  | 25  | 18  | 154   |
| 24  | David Malukas         |     |     |     |     |      |     |     | 16  | 12  | 26  | 13  | 6   | 21L  | 20  | 15  | 22  | 9L  | 148   |
| 25  | Jack Harvey           | 17  | 25  | 13  | 18  |      | 17  | 25  | 25  | 26  | 25  | Wth |     | 20   | 24  | 16  | 14  | 13  | 143   |
| 26  | Conor Daly            |     |     |     |     | 10L  |     |     |     |     |     | 27  |     | 13   | 22  | 3   | 17L | 10  | 119   |
| 27  | Agustín Canapino      | 16  | 15  | 20  | 21  | 22   | 12  |     | 18  | 22  | 27  | 25  | 26  |      |     |     |     |     | 109   |
| 28  | Théo Pourchaire R     |     | 11  | 22  | 19  |      | 10  | 13  |     |     |     |     | 14  |      |     |     |     |     | 91    |
| 29  | Katherine Legge       |     |     |     |     | 29   |     |     |     |     | 17  | 24  |     | 27   |     | 19  | 15L | 26  | 61    |
| 30  | Tom Blomqvist R       | 15  | 22  | 19  | 23  | 31   |     |     |     |     |     |     |     |      |     |     |     |     | 46    |
| 31  | Toby Sowery R         |     |     |     |     |      |     |     |     | 13  |     |     | 15  |      | 17  |     |     |     | 45    |
| 32  | Ed Carpenter          |     |     |     |     | 17L  |     |     |     |     | 20  | 22  |     | 17   |     |     |     |     | 45    |
| 33  | Callum Ilott          | 11  |     |     |     | 11L  |     |     |     |     |     |     |     |      |     |     |     |     | 39    |
| 34  | Luca Ghiotto R        |     |     | 21  | 25  |      |     | 22  | 27  |     |     |     |     |      |     |     |     |     | 27    |
| 35  | Hélio Castroneves     |     |     |     |     | 20   | 25  | 19  |     |     |     |     |     |      |     |     |     |     | 26    |
| 36  | Kyle Larson R         |     |     |     |     | 185L |     |     |     |     |     |     |     |      |     |     |     |     | 21    |
| 37  | Takuma Sato           |     |     |     |     | 1410 |     |     |     |     |     |     |     |      |     |     |     |     | 19    |
| 38  | Tristan Vautier       |     |     |     |     |      | 18  |     |     |     |     |     |     |      |     |     |     |     | 12    |
| 39  | Jüri Vips R           |     |     |     |     |      |     |     |     |     |     |     |     |      | 19  |     |     |     | 11    |
| 40  | Colin Braun R         | 20  |     |     |     |      |     |     |     |     |     |     |     |      |     |     |     |     | 10    |
| 41  | Hunter McElrea R      |     |     |     |     |      |     |     |     |     |     |     | 24  |      |     |     |     |     | 6     |
| 42  | Ryan Hunter-Reay      |     |     |     |     | 2612 |     |     |     |     |     |     |     |      |     |     |     |     | 6     |
| 43  | Marco Andretti        |     |     |     |     | 25   |     |     |     |     |     |     |     |      |     |     |     |     | 5     |
| Pos | Pilota                | STP | LBH | ALA | IGP | INDY | DET | ROA | LAG | MDO | IOW | IOW | TOR | GAT  | POR | MIL | MIL | NSH | Punti |

| Colore  | Risultato                 |
| ------- | ------------------------- |
| Oro     | Vincitore                 |
| Argento | 2º posto                  |
| Bronzo  | 3º posto                  |
| Verde   | 4º e 5º posto             |
| Celeste | 6º-10º posto              |
| Blu     | Finita fuori dalla top 10 |
| Viola   | Non finita                |
| Rosso   | Non qualificato (DNQ)     |
| Marrone | Ritirato (Wth)            |
| Nero    | Squalificato (DSQ)        |
| Bianco  | Non partito (DNS)         |
| Bianco  | Gara cancellata (C)       |
| Vuoto   | Non partecipa             |

| Legenda   |                                            |
| Grassetto | Pole position (1 punto; tranne Indy)       |
| Corsivo   | Giro più veloce                            |
| L         | Almeno un giro in testa (1 punto)          |
| *         | Più giri in testa (2 punti)                |
| 1–12      | Indy 500 "Fast Twelve" (punti bonus)       |
| c         | Qualifiche cancellate (nessun punto bonus) |
| RY        | Rookie of the Year                         |
| R         | Rookie                                     |

### Classifica costruttori motori
| 1 | Chevrolet | 1    | 4    | 1    | 2      | 1      | 5      | 1   | 3    | 1   | 1   | 1      | 7      | 1      | 1      | 1      | 2      | 2      | 1475 |  |  |  |  |  |  |  |  |  |  |  |  |  |  |  |  |  |  |  |  |  |  |  |  |  |  |  |  |  |  |  |  |  |  |  |  |  |  |  |  |  |  |  |  |  |  |  |  |  |  |  |  |  |  |  |  |  |  |  |  |  |  |  |  |  |  |  |  |  |  |  |  |  |  |  |  |  |  |  |  |  |  |  |  |  |  |  |  |  |  |  |  |  |  |  |  |  |  |
| 1 | Chevrolet | 2    | 6    | 2    | 6      | 2      | 6      | 2   | 4    | 3   | 2   | 3      | 8      | 2      | 2      | 2      | 4      | 3      | 1475 |  |  |  |  |  |  |  |  |  |  |  |  |  |  |  |  |  |  |  |  |  |  |  |  |  |  |  |  |  |  |  |  |  |  |  |  |  |  |  |  |  |  |  |  |  |  |  |  |  |  |  |  |  |  |  |  |  |  |  |  |  |  |  |  |  |  |  |  |  |  |  |  |  |  |  |  |  |  |  |  |  |  |  |  |  |  |  |  |  |  |  |  |  |  |  |  |  |  |
| 1 | Chevrolet | 86PW | 60   | 96PW | 68     | 188FPW | 58     | 95W | 67   | 90W | 95W | 91PW   | 50     | 96PW   | 96PW   | 95W    | 72     | 72     | 1475 |  |  |  |  |  |  |  |  |  |  |  |  |  |  |  |  |  |  |  |  |  |  |  |  |  |  |  |  |  |  |  |  |  |  |  |  |  |  |  |  |  |  |  |  |  |  |  |  |  |  |  |  |  |  |  |  |  |  |  |  |  |  |  |  |  |  |  |  |  |  |  |  |  |  |  |  |  |  |  |  |  |  |  |  |  |  |  |  |  |  |  |  |  |  |  |  |  |  |
| 2 | Honda     | 3    | 1    | 3    | 1      | 3      | 1      | 4   | 1    | 2   | 4   | 2      | 1      | 3      | 3      | 5      | 1      | 1      | 1343 |  |  |  |  |  |  |  |  |  |  |  |  |  |  |  |  |  |  |  |  |  |  |  |  |  |  |  |  |  |  |  |  |  |  |  |  |  |  |  |  |  |  |  |  |  |  |  |  |  |  |  |  |  |  |  |  |  |  |  |  |  |  |  |  |  |  |  |  |  |  |  |  |  |  |  |  |  |  |  |  |  |  |  |  |  |  |  |  |  |  |  |  |  |  |  |  |  |  |
| 2 | Honda     | 4    | 2    | 4    | 3      | 5      | 2      | 5   | 2    | 4   | 7   | 4      | 2      | 4      | 4      | 6      | 3      | 4      | 1343 |  |  |  |  |  |  |  |  |  |  |  |  |  |  |  |  |  |  |  |  |  |  |  |  |  |  |  |  |  |  |  |  |  |  |  |  |  |  |  |  |  |  |  |  |  |  |  |  |  |  |  |  |  |  |  |  |  |  |  |  |  |  |  |  |  |  |  |  |  |  |  |  |  |  |  |  |  |  |  |  |  |  |  |  |  |  |  |  |  |  |  |  |  |  |  |  |  |  |
| 2 | Honda     | 67   | 96PW | 67   | 91PW   | 100    | 96PW   | 63P | 96PW | 73P | 59P | 72     | 96PW   | 67     | 67     | 58     | 85     | 90W    | 1343 |  |  |  |  |  |  |  |  |  |  |  |  |  |  |  |  |  |  |  |  |  |  |  |  |  |  |  |  |  |  |  |  |  |  |  |  |  |  |  |  |  |  |  |  |  |  |  |  |  |  |  |  |  |  |  |  |  |  |  |  |  |  |  |  |  |  |  |  |  |  |  |  |  |  |  |  |  |  |  |  |  |  |  |  |  |  |  |  |  |  |  |  |  |  |  |  |  |  |
|   |           |      |      |      | [ 54 ] | [ 55 ] | [ 56 ] |     |      |     |     | [ 57 ] | [ 58 ] | [ 59 ] | [ 60 ] | [ 61 ] | [ 62 ] | [ 63 ] |      |  |  |  |  |  |  |  |  |  |  |  |  |  |  |  |  |  |  |  |  |  |  |  |  |  |  |  |  |  |  |  |  |  |  |  |  |  |  |  |  |  |  |  |  |  |  |  |  |  |  |  |  |  |  |  |  |  |  |  |  |  |  |  |  |  |  |  |  |  |  |  |  |  |  |  |  |  |  |  |  |  |  |  |  |  |  |  |  |  |  |  |  |  |  |  |  |  |  |